# Білогнойовик
Білогнойовик (Leucocoprinus) — рід грибів родини Agaricaceae. Назва вперше опублікована 1888 року.

## Поширення та середовище існування
В Україні зростають:
- Leucocoprinus badhamii
- Leucocoprinus birnbaumii
- Leucocoprinus bohusi
- Leucocoprinus cepistipes
- Leucocoprinus straminellus

## Гелерея

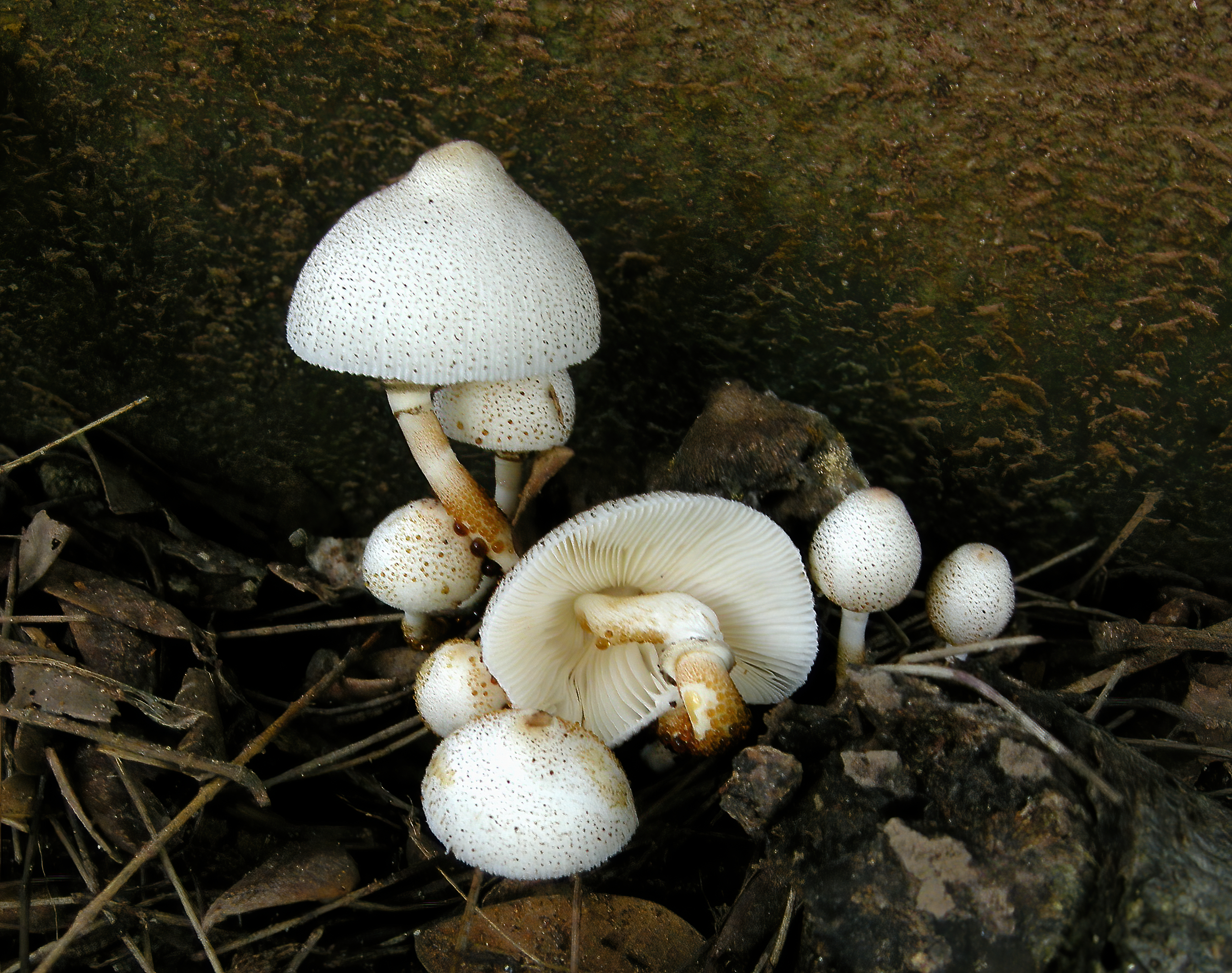
Leucocoprinus cepistipes
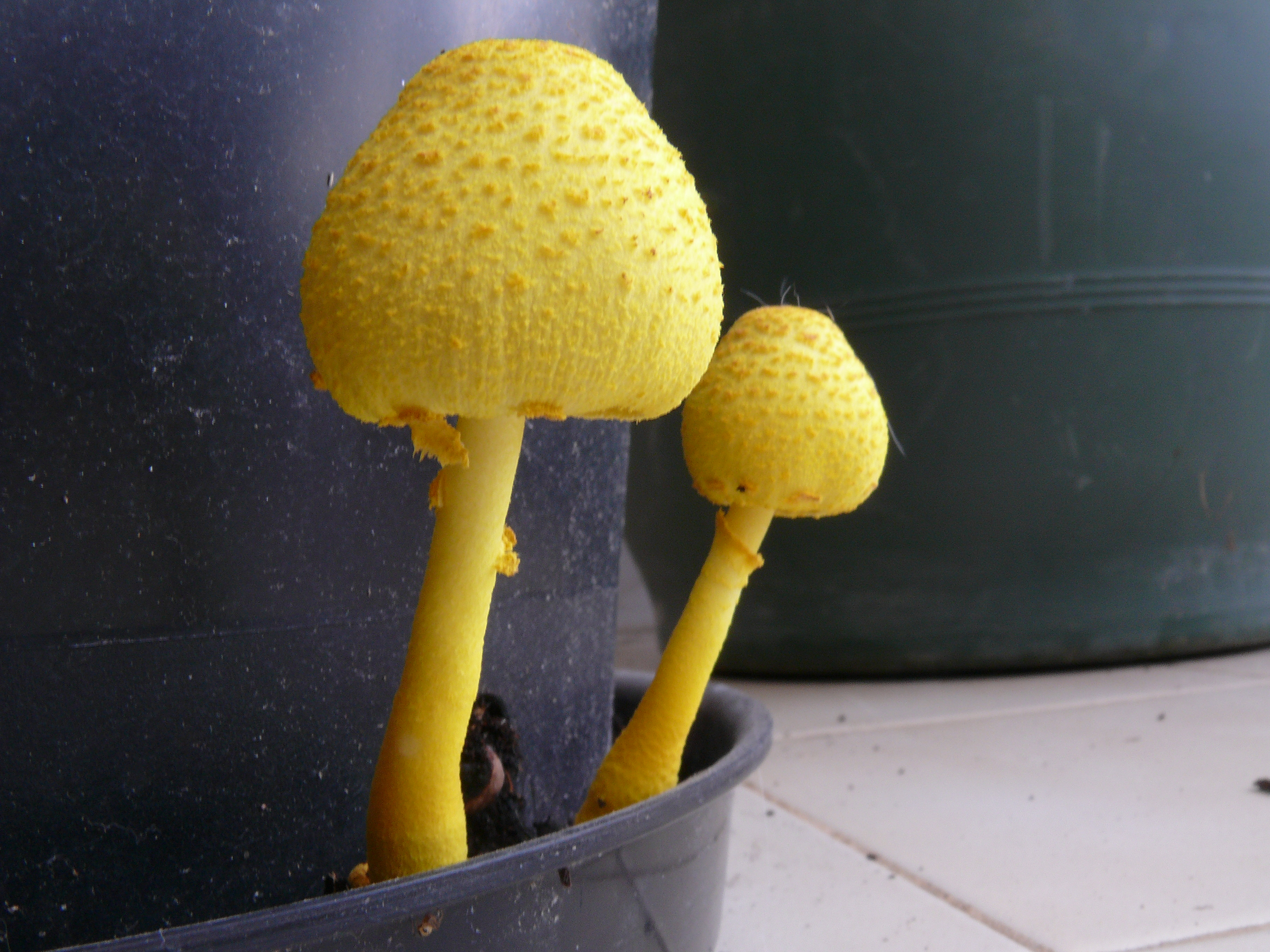
Leucocoprinus birnbaumii
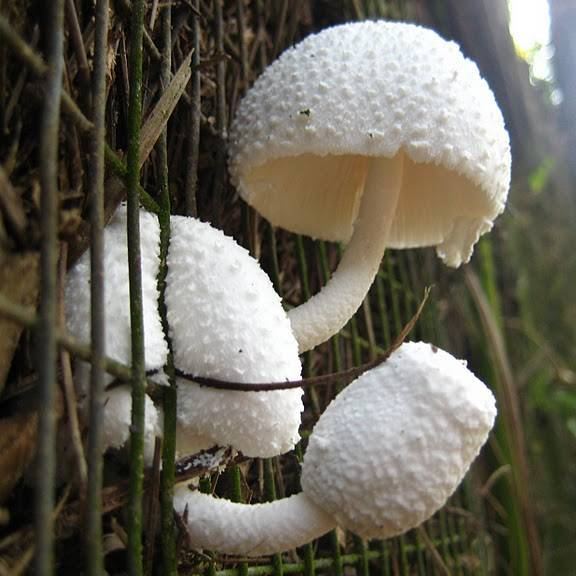
Leucocoprinus cretaceus